# Prockia
Prockia es un género con 4 especies de plantas perteneciente a la familia Salicaceae.
Se encuentra desde México hasta el norte de Argentina, también en las Antillas. Género posiblemente con 4 especies restringidas a América tropical y subtropical.

## Taxonomía
Prockia fue descrita por P.Browne ex Carlos Linneo y publicado en Systema Naturae, Editio Decima 2: 1068, 1074, 1372, en el año 1759. La especie tipo es: Prockia crucis P. Browne ex L.   

## Especies
- Prockia costaricensis
- Prockia crucis L.
- Prockia flava H. Karst.
- Prockia pentamera A.H. Gentry